# Camps-Saint-Mathurin-Léobazel
 Camps-Saint-Mathurin-Léobazel  là một xã thuộc tỉnh Corrèze trong vùng Nouvelle-Aquitaine miền trung Pháp.